# Evangelhos de Garima

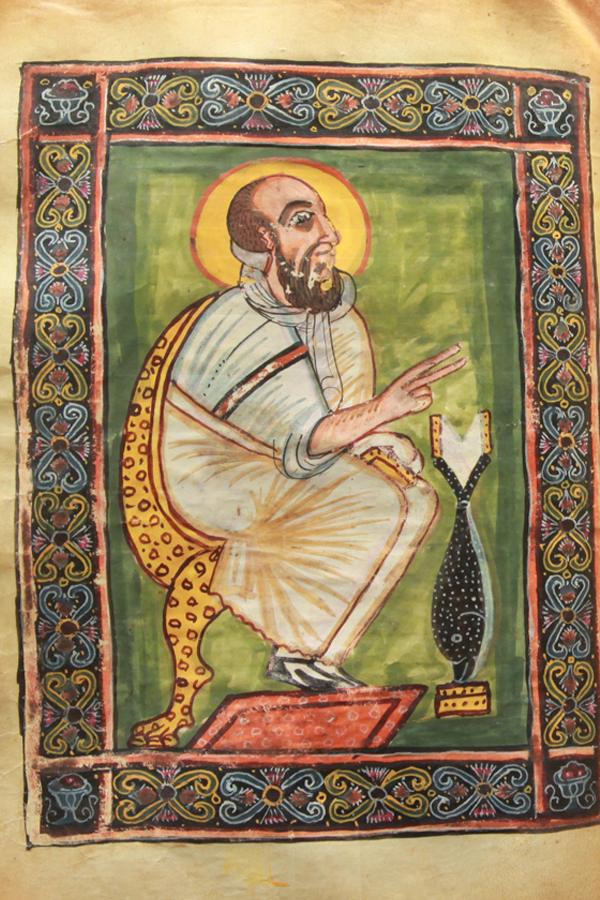
Retrato do evangelista Marcos de Garima 2, provavelmente o mais antigo dos dois Evangelhos Garima

Os Evangelhos Garima são dois antigos livros do Evangelho Etíope. Garima 2, o mais antigo dos dois, acredita-se ser o mais antigo manuscrito cristão iluminado completo que sobreviveu. A tradição monástica afirma que eles foram compostos perto do ano 500,  uma data apoiada por análises recentes de radiocarbono; amostras de Garima 2 propuseram uma data entre 390-570, enquanto a datação de contrapartida de amostras de Garima 1 propôs uma data de 530-660.
Juntos, os dois manuscritos fornecem o principal testemunho da versão etíope dos Evangelhos e foram aplicados como textos de prova para a criação de edições críticas dos Evangelhos Etíopes por Rochus Zuurmond ( Evangelho de Marcos, 1989; Evangelho de Mateus, 2001) e Michael G Wechsler ( Evangelho de João, 2005). Como tal, eles representam entre as primeiras testemunhas versionais do antigo tipo de texto bizantino dos Evangelhos, e são os mais antigos manuscritos etíopes sobreviventes de qualquer tipo conhecido pelos estudiosos modernos. Os estudiosos ocidentais haviam acreditado anteriormente em ambos os evangelhos até 1.100 ou mais tarde, com base na análise paleográfica.
Os Evangelhos estão alojados no ˞˞Mosteiro Abba Garima da Etiópia. Nunca se sabe que eles deixaram o mosteiro; embora, como a área ao redor foi ocupada por muçulmanos dos séculos IX ao XIV, é possível que eles tenham permanecido escondidos em uma caverna por séculos e depois redescobertos. Os Evangelhos foram incluídos no catálogo de uma exposição de um museu americano que viajou de 1993 a 1996, African Zion: the Sacred Art of Ethiopia, mas nunca foram realmente emprestados à exposição.

## Tradição
A tradição monástica atribui os livros do evangelho a Santo Abba Garima, que se diz ter chegado à Etiópia em 494. Abba Garima é um dos nove santos que tradicionalmente se diz ter vindo de ' Roma ' (muitas vezes considerado uma referência à Síria ) e que cristianizou as populações rurais do antigo reino etíope de Axum no século VI; e os monges consideram os Evangelhos menos como antiguidades significativas do que como relíquias sagradas de Abba Garima.  Segundo a tradição, Abba Garima escreveu e ilustrou os Evangelhos completos em um único dia: Deus impediu que o sol se pusesse até que o Santo concluísse sua obra. Os testes definitivos de radiocarbono realmente apoiaram a datação de Abba Garima 2, o mais antigo dos dois livros, ao século VI, mas, de outra forma, pesquisas recentes tendem a contra-indicar muitos aspectos do relato tradicional, propondo em vez disso que o texto A base para os evangelhos Garima é grego, não siríaco, que a iconografia e paleografia olham para fontes egípcias e não sírias, e que a tradução do evangelho testemunhada nos evangelhos Garima foi concluída mais de um século antes das datas tradicionais para os nove santos. Além disso, a suposta origem síria dos Nove Santos não é mais mantida nos estudos mais recentes.

## Os manuscritos

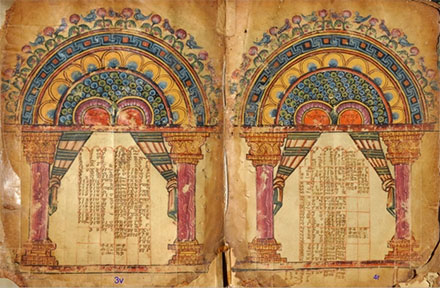
Duas páginas com Cânones Eusébios iluminados de Garima 1, provavelmente o último dos dois Evangelhos Garima

Existem dois manuscritos, Garima 1 e Garima 2, dos quais Garima 2 é provavelmente o anterior. Em obras de referência mais antigas, Garima 1 é designado Garima I, enquanto Garima 2 é designado Garima III. Antes da restauração recente, um terceiro livro do evangelho, provavelmente do século XIV, havia sido encadernado com Garima 2, e este evangelho posterior foi então denominado Garima II. A restauração recente separou os três livros e repaginou na ordem e volumes originais; realocar uma série de fólios e miniaturas que ao longo dos séculos foram deslocados entre os três manuscritos.
Garima 1 tem 348 páginas sobreviventes, abrindo com onze tabelas canônicas iluminadas em arcadas, seguidas pelos textos do Evangelho em Ge'ez; a língua etíope do Reino de Axum dos séculos IV ao VII, que se tornou e continua sendo a língua religiosa da Igreja Etíope. Garima 2, também em Ge'ez, é um fólio de 322 páginas escrito por um escriba diferente. Possui dezessete páginas iluminadas, incluindo quatro retratos de Evangelistas que precedem seus respectivos evangelhos e um retrato separado de Eusébio de Cesareia precedendo suas tabelas canônicas. Os retratos de Mateus, Lucas e João são todos apresentados frontalmente e pouco diferenciados; mas o de Marcos o apresenta de perfil no trono episcopal de Alexandria. Uma outra página iluminada mostra o Templo de Salomão, ou talvez a Fonte da Vida, com uma escadaria de forma incomum, única na iconografia cristã.
As miniaturas têm um estilo amplamente bizantino e são estilisticamente consistentes com uma data do século VI. Embora o texto certamente tenha sido escrito na Etiópia, alguns estudiosos, como Marilyn Heldman, sustentaram que as páginas iluminadas podem ter sido importadas prontas da antiga Síria ou Egito; enquanto Jacques Mercier agora argumenta que tanto o texto quanto as iluminações foram produzidos na Etiópia. Algumas das ilustrações podem ser vistas em  .
Os textos dos dois manuscritos diferem de tal forma que Garima 1 não parece descender diretamente de Garima 2, implicando que a tradução comum da qual eles derivam provavelmente é substancialmente anterior ainda; e que conseqüentemente a tradução do Evangelho etíope pode ser mais antiga do que se acreditava anteriormente.
Nenhum dos manuscritos tem um colofão. No entanto, em Garima II (o livro do evangelho do século XIV anteriormente encadernado com Garima 2) há uma nota histórica em duas folhas intrudidas no final do Evangelho de Lucas, referindo-se à reforma de igrejas realizada por um Rei Armeho. Armeho pode ser identificado com o rei Axam de Axum, que emitiu moedas entre 600 e 640. Getatchew Haile, ao traduzir as notas dos manuscritos, deixa em aberto a possibilidade de que essa nota possa ser atribuída ao período do reinado do rei.
As duas capas frontais também são muito antigas; aquele de Garima 1 possivelmente contemporâneo ao manuscrito, o que provavelmente o tornaria a capa de livro mais antiga ainda anexada a seu livro no mundo (o Evangelho de São Cuteberto do século 7 é o mais antigo europeu). É em cobre dourado com fundo de madeira e a sua decoração centra-se em grande cruz. Os buracos que podem ter sido configurações para gemas agora estão vazios. A capa do Garima 2 é prateada e datada dos séculos X a XII.
Uma igreja do século XIX para peregrinos no limite do mosteiro está sendo reformada para abrigar os preciosos manuscritos. Possui pequenas janelas, o que ajuda a evitar o desbotamento. Barras de aço estão sendo inseridas e o prédio será protegido por guardas armados.

## Opinião dos especialistas
Os Evangelhos Garima tornaram-se conhecidos fora da Etiópia em 1950, quando Beatrice Playne, uma historiadora de arte britânica visitou o mosteiro. Visto que as mulheres não são permitidas dentro do mosteiro, os monges gentilmente levaram vários manuscritos para fora para ela ver. Ela escreveu que "havia vários manuscritos iluminados cujos títulos ornamentais me pareceram no estilo sírio". Na década de 1960, o francês Jules Leroy examinou os manuscritos e propôs que datassem de c. 1100. Até recentemente, poucos outros estudiosos de fora tinham visto os manuscritos.
Os dois Evangelhos Garima tornaram-se conhecidos dos estudiosos da Bíblia por meio de fotografias em microfilme coletadas por Donald M Davies; que percebeu que eles representavam um texto muito mais antigo do que qualquer outro manuscrito etíope sobrevivente. Ele datou todos os três livros do evangelho Garima (incluindo Garima II então encadernado com Garima 2) dos séculos VIII-X. Seguindo Davies, e usando suas fotografias, os Evangelhos Garima formaram o texto base usado por Rochus Zuurmond em sua preparação de um texto crítico para os Evangelhos Etíopes; escolhendo Garima 1 como seu texto de prova principal. Garima 1 e Garima 2 formam juntos o texto de classe 'Aa' de Zuurmond ou Versio Antiqua, que ele afirma ser "um tipo que pode ser mais ou menos o original", em que nenhum manuscrito etíope posterior poderia ser considerado como transmitindo informações substanciais sobre o tradução original, exceto nas passagens onde nenhum texto Garima sobreviveu ou é legível. Zuurmond datou todos os três livros do evangelho Garima mais tarde do que Davies fez "Na minha opinião, eles não podem ser datados com segurança depois do século XIII, mas provavelmente são um ou dois séculos antes". Ao categorizar o texto testemunhado em Garima 1 e Garima 2, Zuurmond afirma que ele tem as características de uma "tradução livre" mantendo a sintaxe e gramática Ge'ez idiomática; embora muitas vezes traia uma experiência limitada em gramática, vocabulário e ortografia gregos. Manuscritos etíopes posteriores (e após eles, todas as edições etíopes impressas anteriores) geralmente descendem de uma extensa revisão realizada no século XIII, pela qual os textos do Evangelho foram corrigidos para transmitir traduções mais literais e precisas da ordem e terminologia das palavras gregas, e também para conformar-se mais com as versões árabes egípcias. Eliminando essas mudanças posteriores, Zuurmond classifica os textos Garima como "primeiros bizantinos"; enquanto enfatiza que, especialmente no Evangelho de João, suas leituras freqüentemente parecem testemunhar uma versão do Texto Bizantino que difere do Texto Majoritário posterior; "Em cerca de metade dos meus casos de amostra [em John] Eth vai contra o equivalente etíope do Texto Majoritário Grego".
Jacques Mercier, um especialista francês em arte etíope, examinou os manuscritos no mosteiro; e, como os manuscritos estavam se deteriorando a ponto de desmoronar toda vez que eram examinados, ele foi autorizado em 2000 a levar dois pequenos fragmentos de pergaminho para o Laboratório de Pesquisa de Arqueologia da Universidade de Oxford. Uma amostra da página de um evangelista em Garima 2 foi datada de 330–540; e o outro, de uma página de tabela canônica diferente, mas não definitivamente um manuscrito diferente, para 430-650. Com base em aspectos estilísticos da obra, Mercier então estimou que os dois evangelhos datavam de c. 600.  Isto está de acordo com a data proposta por Marilyn Heldman no catálogo da Exposição African Zion de 1993: a Arte Sagrada da Etiópia. Marilyn Heldman já havia contribuído com notas nas páginas iluminadas de Garima 1 e Garima 2 para o estudo de Donald Davies sobre datação de manuscritos etíopes, em que ela argumentou que a representação correta das formas arquitetônicas clássicas nas tabelas canônicas Garima impedia uma data posterior ao sexto século; enquanto os paralelos mais próximos com os retratos do evangelista (especialmente as formas de mobília retratadas no retrato de Marcos) também eram desse século.
A proposta de Mercier de uma data muito anterior para os Evangelhos Garima foi levada em consideração na revisão do trabalho de Zuurmond realizada por Curt Niccum em 2013. Niccum aceita a datação por carbono dos Evangelhos Garima de Mercier até o século VI, observando que isso é consistente com a observação de Michael Knibb de que o texto das inscrições sobreviventes do Evangelho ' Kaleb ' Ge'ez datando de cerca de 525 está em conformidade com a forma do texto em os Evangelhos Garima, em vez dos encontrados em manuscritos e edições posteriores da Etiópia. Ele conclui que "mais e mais evidências apontam para um período de tradução consideravelmente anterior"; argumentando que a maior parte do trabalho de tradução do Novo Testamento em Ge'ez deve ter sido concluída em Axum antes do final do século IV. Em particular. Niccum observou a recente identificação em manuscritos sobreviventes de uma 'Coleção Aksumite' de cânones da igreja e extratos patrísticos, cuja tradução para o Ge'ez pode ser datada com segurança do século V; e que pressupõe os Evangelhos em uma versão Ge'ez.

Em novembro de 2013, uma conferência de dois dias foi realizada no Ioannou Center for Classical and Byzantine Studies em Oxford, patrocinada pelo Ethiopian Heritage Fund, com o título "A Etiópia e o mundo mediterrâneo na Antiguidade Tardia: Os Evangelhos Garima em Contexto". Durante o trabalho de restauração, fragmentos de amostras adicionais foram coletados sob condições controladas de texto e páginas ilustradas de ambos os manuscritos; como resultado, Jacques Mercier foi capaz de relatar datações definitivas de rádio-carbono dos dois Evangelhos Garima; 390 a 570 para Garima 2 e 530 a 660 para Garima 1. Esses intervalos de datação sugerem que o manuscrito Garima 2 é altamente provável de ser anterior aos Evangelhos de Rabbula ilustrados siríacos agora na coleção da Biblioteca Laurentiana em Florença, Itália e explicitamente datado de 586.  Mercier propôs os Evangelhos Cotton Genesis, Vienna Genesis e Rossano como manuscritos iluminados comparáveis (embora não datados).  Caso contrário, os documentos apresentados na conferência incluíram a primeira tradução completa publicada por Getatchew Haile das várias notas históricas encontradas nos dois livros do evangelho; juntamente com vários estudos iconográficos e paleográficos, incluindo um artigo de Jacques Mercier argumentando que a grade comum de linhas pontilhadas subjacentes às ilustrações e ao texto demonstra que ambos foram executados na Etiópia e que, consequentemente, uma escola de pintura e uma oficina para a produção de manuscritos deve ter sido ativo no Reino de Axum na Antiguidade Tardia.  Alessandro Bausi apresentou um artigo comparando a linguagem Ge'ez e a paleografia dos evangelhos Garima com aquelas encontradas em um manuscrito identificado recentemente como testemunha da 'Coleção Aksumite' ou 'Sínodo de Qefrya'; um compêndio editado de textos sinódicos gregos selecionados, que se acredita ter sido traduzido para o ge'ez no final do século V.  